# 포괄손익계산서

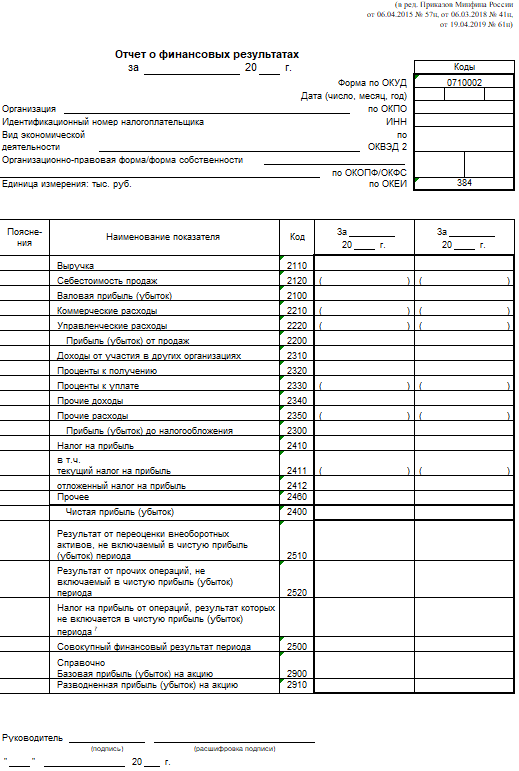

포괄손익계산서(包括損益計算書, 영어: state of comprehensive income) 또는 포괄주의 손익계산서 또는 손익계산서(profit and loss statement (P&L), statement of financial performance, earnings statement, operating statement)는 그 회계기간에 속하는 모든 수익과 이에 대응하는 모든 비용을 적정하게 표시하여 손익을 나타내는 회계문서를 말한다. 이는 기업의 경영성과를 명확히 하여 일정 기간 동안 기업이 달성한 경영성과를 나타내는 보고서를 의미한다. 당해 회계기간의 경영성과를 나타낼 뿐만 아니라 기업의 미래현금흐름과 수익창출능력 등의 예측에 유용한 정보를 제공한다. 손익계산서는 작성시기·제출·승인·공고와 비치·공시 등에서 다른 재무제표와 동일한 절차에 따른다. 손익계산서는 순이익·매출액·매출원가 등의 정보와 수익력을 보여주는 재무제표중 하나이다. 보통 1년을 단위로 작성하지만, 경우에 따라서는 반기 또는 분기로 작성할 수 있다.
차변에는 그 회계기간에 속하는 모든 비용을 기록하며, 대변에는 그 회계기간에 속하는 모든 수익을 기록한다. 총수익에서 총비용을 차감한 금액인 당기순이익은 차변에 적어 차변과 대변의 합을 맞춘다.

## 구성
포괄손익계산서는 GAAP 기준과 규정중심의 기존의 손익계산서에서 원칙중심과 포괄주의에 입각해 수익과 비용을 항목별로 구분표시하여 당기순이익을 산출한다. 수익은 대표적으로 매출액, 영업외수익으로 나눌 수 있으며, 비용은 대표적으로 매출원가, 판매비와 관리비, 영업외비용, 법인세비용으로 나눌 수 있다.
포괄손익계산서는 기타포괄손익 및 총포괄손익이 있다는 것이 손익계산서와의 차이점이다.
- 매출총이익 = 매출액 - 매출원가
- 영업이익 = 매출총이익 - 판매비와 관리비
- 법인세비용차감전순이익 = 영업이익 + 영업외수익 - 영업외비용
- 당기순이익 = 법인세비용차감전순이익 - 법인세비용
- 총포괄이익 = 당기순이익 + 기타포괄손익

## 같이 보기
- 재무제표